# Пеннойер, Сильвестр
Сильвестр Пеннойер (англ. Sylvester Pennoyer , 6 июля 1831, Гротон, штат Нью-Йорк — 30 мая 1902, Портленд) — американский политик, 8-й губернатор Орегона в 1887–1895. Член Демократической партии.
С 1896 по 1898 год был мэром Портленда.

## Ранние годы
Сильвестр Пеннойер родился 6 июля 1831 года в Гротоне, штат штат Нью-Йорк. Его родителями были Элизабет Хауленд и Джастус П. Пеннойер. Отец был богатым фермером, который работал в легислатуре штата Нью-Йорк. Сильвестр посещал школу при Академии Гомера, а затем начал преподавать. В 1854 году он окончил юридический факультет Гарвардского университета. 10 июля 1855 года переехал в Орегон, где возобновил преподавание.
В 1856 году он женился на Мэри А. Аллен, от которой у него было пятеро детей. Во время обучения он также занимался юридической практикой. Пеннойер был выбран начальником школ округа Малтнома в 1860 году, где проработал до 1862 года. С 1862 по 1868 год работал в лесной промышленности, накопив состояние. Затем он купил газету «Oregon Herald», ориентированную на демократов, и работал редактором, пока не продал ее в 1869 году.
В 1866 году Маркус Нефф нанял адвоката Джона Х. Митчелла для завершения некоторых юридических дел, но он переехал в Калифорнию не оплатив счет Митчелла. Митчелл подал в суд на Неффа, при этом собственность Неффа была продана на аукционе, чтобы оплатить счет адвоката. Пеннойер купил землю у Митчелла, который приобрел ее на аукционе шерифа, и позже Нефф узнал о принудительной продаже. Затем Нефф подал в суд на Пеннойера с требованием вернуть собственность по делу, которое стало делом Верховного суда США – «Пеннойер против Неффа», в котором была определена правовая юрисдикция для граждан, проживавших в разных штатах. На суде федеральный судья и противник Пеннойера Мэтью Диди вынес решение в пользу Неффа, и в 1877 году Верховный суд подтвердил это решение. Пенуайер был вынужден вернуть землю Неффу, и в последующие годы данная собственность стала частью района Уилламетт-Хайтс.

## Политика
Пеннойер был демократом большую часть своей политической карьеры, но в начале 1890-х стал популистом. В 1885 году он баллотировался на пост мэра Портленда, но проиграл Джону Гейтсу, отчасти из-за того, что он сочувствовал Конфедерации во время Гражданской войны в США. В следующем году он баллотировался на пост губернатора Орегона против Томаса Р. Корнелиуса, заручившись поддержкой сторонников использования американской рабочей силы вместо китайских иммигрантов. Пеннойер был избран губернатором в ноябре и вступил в должность 12 января 1887 года. Был переизбран в 1890 году и занимал этот пост до конца своего второго срока 14 января 1895 года.

### Губернатор Орегона
На посту губернатора Пеннойер прославился как причудливый и сварливый руководитель. В 1891 году он отнесся пренебрежительно к президенту Бенджамину Гаррисону, когда последний посетил Орегон во время предвыборного турне. Пеннойер отказался покинуть свой офис, чтобы встретиться с президентом на государственной границе. Когда Гаррисон приехал в Сейлем, Пеннойер заставил его ждать на вокзале (под дождем) и прибыл на 10 минут позже. В том же году Законодательная ассамблея Орегона создало офис генерального прокурора Орегона, и Пеннойер назначил на этот пост Джорджа Эрла Чемберлена. Находясь на своем посту, Пеннойер заявил, что Верховный суд Орегона не имеет полномочий отменять законодательные акты по конституционным основаниям.
В 1893 году он отказался предоставить демократам штата разрешение использовать церемониальную пушку штата для салюта в честь инаугурации президента Стивена Г. Кливленда (Пеннойер в этот период покинул Демократическую партию, чтобы стать вторым в истории губернатором от «Популистской партии»). Пеннойер заявил: «Не будет дано никакого разрешения на использование государственной пушки для салюта в честь инаугурации плутократа с Уолл-стрит на посту президента Соединенных Штатов», добавив, что по его указу пушка была поставлена под вооруженной охраной. Демократам удалось заполучить пушку, использовав неоплаченный счет кузнеца на $10 в качестве предлога для того, чтобы шериф захватил оружие, и салют был произведен по графику.
Отношения Пеннойера с президентом Кливлендом со временем заметно ухудшились. Всего несколько месяцев спустя, 3 мая 1893 года, он отказался использовать свои ресурсы для защиты американцев китайского происхождения, когда Конгресс продлил действие Акт 1882 года об исключении китайцев, из-за чего , и президент начал беспокоится о возможных беспорядках в штате. Телеграфный ответ Пеннойера на этот запрос гласил: «Вашингтон: я займусь своим делом. Пусть президент займется своим.
Пеннойер отказался от другого запроса Кливленда, который просил его вмешаться, когда группа безработных, часть «Армии Кокси», угнала поезд, чтобы отправиться на восток и присоединиться к массовому маршу на Вашингтон. Пеннойер заявил, что «пусть армия Кливленда» позаботьтесь об армии Кокси». Он также перенес День благодарения в Орегоне на одну неделю раньше национального праздника 1894 года в качестве дальнейшего протеста против просьбы президента Кливленда. Его срок на посту губернатора истек 14 января 1895 года.
На протяжении всего срока своего пребывания в должности у Пеннойера были антагонистические отношения с редактором орегонской газеты Харви В. Скоттом, который в редакционных статьях называл Пеннойера «Его эксцентричность».

### Мэр Портленда
1 июня 1896 года Пеннойер был избран мэром Портленда. Ранее, будучи губернатором, он выступал против водного проекта «Булл-Ран», и однажды он наложил вето на запрос о предоставлении залога в размере $500 000 для финансирования его строительства. Законодательный орган смог отменить это вето в пределах одного голоса, но оно осталось в силе, и судья Мэтью Диди, составивший его, был настолько расстроен, что назвал губернатора «Сильпестер Аннойером». Во время пребывания Пеннойера на посту мэра ему выпало сделать торжественный первый глоток на церемонии открытия новой системы водоснабжения. Он сделал глоток воды Bull Run, поставил кубок и сказал: «Никакого вкуса. Никакого тела. Дайте мне старый Уилламетт». Он занимал пост мэра до июня 1898 года, когда его преемник В.С. Мейсон вступил в должность.

## Смерть и наследие
Пеннойер пожертвовал землю Портленду, чтобы на ее месте основали парк, первоначально известный как парк Пеннойера. 30 мая 1902 года он умер в своем доме в Портленде от сердечного приступа. Первоначально был похоронен в Портленде на кладбище Лон Фер, но в 1924 году его останки были перенесены на кладбище Ривер Вью (также в Портленде).